# The Martyr Maker
The Martyr Maker es una película estadounidense del género suspenso de 2018, dirigida por Kamal Ahmed, que a su vez la escribió, y también musicalizó junto a Nelson Faro DeCastro, en la fotografía estuvo Scott Cramer y los protagonistas son Tom Sizemore, Alexander Mercier y Shiek Mahmud-Bey, entre otros. Este largometraje fue producido por Seven Toro Productions y se estrenó el 27 de junio de 2018.

## Sinopsis
Zahid, un musulmán nacido en Estados Unidos que, tras lidiar con sus raíces islámicas, explora distintos aspectos de la religión, esto lo conduce a una vocación letal.